# Menander coruscans
Menander coruscans är en fjärilsart som beskrevs av Butler 1867. Menander coruscans ingår i släktet Menander och familjen Riodinidae. Inga underarter finns listade i Catalogue of Life.